# Amèlia d'Orleans
Maria Amèlia Lluïsa Helena d'Orleans (Twickenham, 28 de setembre de 1865 - Le Chesnay, 25 d'octubre de 1951) va ser una noble d'origen francès de la casa d'Orleans i la darrera reina consort de Portugal (1899-1908) pel seu matrimoni amb Carles I de Portugal.

## Joventut
Va néixer a Twickenham (Londres) el 28 de setembre de 1865. Pertanyia a la casa francesa dels Orleans, però el seu naixement es va produir a Anglaterra durant l'exili dels seus pares. Va ser filla de Lluís Felip d'Orleans, comte de París, i de la princesa Maria Isabel d'Orleans, filla dels ducs de Montpensier, Antoni d'Orleans i Lluïsa Ferranda de Borbó. El seu pare era pretendent al tron francès, que havia ocupat el seu avi Lluís Felip I de França, i va haver d'abandonar el país a causa de Napoleó III i va establir la residència a Anglaterra.

### Educació
Pel que fa a la seva educació, els seus pares creien que podia donar-se el cas que algun dia la família tornés a ocupar el tron de França, raó per la qual van imposar una educació rígida, disciplinada i cristiana als seus fills, tal com s'havia fet amb prínceps francesos. Va aprendre de professors de molta fama, a més de rebre una educació de la seva mare, que era una persona molt estricta, fins al punt d'arribar als càstigs físics fins a una edat avançada. Amèlia va adquirir amplis coneixements literaris i va esdevenir una notable esportista.
Va esdevenir una notable pintora. Les primeres nocions les va aprendre del seu besoncle, Francesc d'Orleans, príncep de Joinville. Amèlia va apassionar-se per la pintura i mai va deixar de conrear-la, una afició que va compartir amb el seu futur marit.

## Arribada a Portugal
Va casar-se amb el duc de Bragança i príncep hereu de Portugal, el futur Carles I. Amèlia va arribar a Lisboa el 19 de maig de 1886 i es va casar tres dies després, el 22 de maig. Amb motiu del casament, la ciutat de París va oferir a Amèlia un mantell de vellut de color rosa.
Ben aviat va saber-se adaptar al país i va mostrar preocupació especialment en l'àmbit de la salut i de l'assistència social, sobre el que va treballar en esdevenir reina consort.

## Reina de Portugal
L'any 1889, després de només tres anys d'arribar a Portugal es convertí en reina del país lusità. La seva elegància nata i la seva cultura fruit d'una esmerçada educació influenciaren favorablement la cort portuguesa i ajudaren a desenvolupar un rol significatiu com a reina de Portugal.
La reina va implicar-se especialment en obres de caritat i beneficència, i molt particularment lluitant contra la tuberculosi. Auxiliava pobres i malalts, acompanyada només per una de les seves dames. Va treballar assistint les víctimes de la tuberculosi, i va fundar a tal efecte l'Assistència Nacional als Tuberculosos, una institució que va donar lloc a un conjunt de dispensaris que van donar servei a les classes socials més desafavorides. Sovint visitava el dispensari de Lisboa, assistint a les consultes i oferint paraules de consol als malalts. Sempre va demostrar interès per la medicina i la infermeria. De fet, va donar suport i sufragar els estudis de medicina de la seva amiga Domitila de Carvalho, que va convertir-se en la primera metgessa de Portugal el 1904.
Malgrat haver-se dedicat a activitats de beneficència i assistència social, va ser una reina impopular entre la població, a causa potser del seu origen francès i el domini que exercia sobre el seu marit.
El 1905 també va fundar el Museu Nacional del Cotxe.
A part de la seva vida pública, s'encarregà personalment, a diferència de la seva antecessora, de l'educació dels seus fills als qui preparà a la perfecció per la vida pública i les responsabilitats socials i polítiques que haurien d'entomar algun dia. Desenvolupa el sentit crític dels seus fills i els mostrà el llegat cultural i històric del Mediterrani a través de creuers destinats a aproximar els seus fills les cultures romanes, gregues i egípcies.
L'1 de febrer de l'any 1908 es produí un atemptat terrorista contra el rei Carles I de Portugal i el seu fill i hereu, el príncep Lluís Felip de Portugal, el qual deixà un profund llast en el caràcter de la sobirana. Es retirà al Palau de Pena a Sintra, sense deixar de fer costat al seu fill, el rei Manuel II de Portugal, en el difícil paper de monarca en un moment en què la institució monàrquica era mal vista en el país.

### Proclamació de la República
Arran de la revolució i de la proclamació de la República Portuguesa el 1910, va seguir el seu fill a l'exili i va viure amb ell fins que es va casar el 1913. Després d'una estada a Anglaterra, va instal·lar-se el 1922 al castell de Bellevue, a Chesnay, una localitat propera a Versalles. En adquirir el que era una casa burgesa, la va transformar-la en un palau i va posar els escuts d'armes dels Bragança i els Orleans a la façana. Allà va rebre sovint als seus familiar, sobretot a la seva germana, a més de dedicar-se a obres de caritat. Només va tornar a Anglaterra puntualment a causa de la mort sobtada del rei Manuel II de Portugal l'any 1932, tot i que la seva nora, Augusta Victòria de Hohenzollern va evitar comentar-li la mort sobtada per carta i només va demanar-li que viatgés ràpidament perquè el seu fill estava greument malalt.

## Darrers anys
Durant la Segona Guerra Mundial, el govern portuguès del general António de Oliveira Salazar convidà a la reina a refugiar-se a Portugal per evitar l'ocupació alemanya de França. Amèlia va decidir quedar-se a França, raó per la qual el govern portuguès va manar posar la bandera portuguesa a la seva residència, i convertint així la casa de l'antiga reina en territori nacional portuguès.
El 1945, el dictador António de Oliveira Salazar va convidar l'antiga reina a visitar Portugal. Amèlia va acceptar l'oferta i el primer que va fer en arribar al país va ser visitar les tombes del seu espòs i els seus fills al monestir de Sant Vicenç de Fora. També va visitar els antics palaus reials i el mes de juny va visitar Santuari de Fàtima, on va participar en una cerimònia presidida pel bisbe de Leiria, José Alves Correia da Silva, a la capella de les aparicions, i va fer donació d'un mantell de seda per a la verge. Durant el viatge aprofità l'ocasió per ser padrina del príncep Eduard, duc de Bragança i cap de la casa reial portuguesa, legitimant d'alguna forma aquesta branca de la casa dels Bragança com a hereva directe al tron portuguès.

### Mort
Amèlia va morir el 25 d'octubre de 1951 a Le Chesnay. Les seves restes van ser traslladades a Portugal a bord de la fragata Bartolomeu Dias. El funeral, organitzat i consentit pel govern de Salazar, es va celebrar a Lisboa el 29 de novembre i va comptar amb l'assistència de milers de persones i seguida per la premsa. El seguici fúnebre va anar des de la plaça del Comerç fins al l'església del convent de Sant Vicenç de Fora, lloc d'enterrament de la família reial portuguesa. Va ser sebollida al Panteó Reial de la dinastia de Bragança.

## Descendència
Del matrimoni d'Amèlia i Carles I van néixer tres fills:
- Lluís Felip de Bragança (Lisboa, 1887 - 1908).
- Maria Anna de Bragança (Lisboa, 1887)
- Manuel II de Portugal (Lisboa, 1889 - Fullwell Park, 1932)

## Llegat
El balneari de São Pedro do Sul, construït entre 1881 i 1886, porta el nom Rainha D. Amélia en honor seu entre 1895 i 1910, arran de dues estades de la reina a l'establiment, que va continuar visitant més vegades abans del seu exili el 1910. A partir d'aquell any, el balneari va prendre el nom on està situat, tot i que el sistema de patrimoni arquitectònic portuguès el té identificat amb el nom dedicat a la reina.